# Charles Ponzi
Charles Ponzi, nascido Carlo Ponzi (Lugo, 3 de março de 1882 – Rio de Janeiro, 19 de janeiro de 1949), foi um estelionatário italiano radicado nos Estados Unidos, conhecido por ter elaborado a maior fraude do século XX, estimada em 50 bilhões de dólares estadunidenses.
O italiano emigrou para os Estados Unidos em 1903 depois de abandonar os estudos na Universidade La Sapienza em Roma. Mudou-se para o Canadá onde foi condenado a três anos de prisão por falsificação de cheque bancário. Retornou aos Estados Unidos onde se tornou um dos maiores trapaceiros de toda a história.
Usou diversos nomes durante suas vida de trapaças: Carlo Ponzi, Charles Ponei, Charles P. Bianchi e Carl.
Nos anos 1920, arrecadou aproximadamente 20 milhões de dólares de investidores interessados em seu modelo de negócios, que, basicamente, prometia lucros altos decorrentes da arbitragem com cupons postais de resposta intencionais.
A fraude por ele inventada, o "esquema Ponzi", continua a ser aplicada em versões repaginadas, como, por exemplo, o esquema Telexfree, Kriptacoin, o "ganhe dinheiro rápido na Internet", "ganhe dinheiro com imóveis na planta", "ganhe dinheiro lendo e-mails" etc.
Em Portugal, o caso Dona Branca foi o mais famoso exemplo deste esquema, com múltiplas vítimas.
No Brasil, três casos famosos foram: Avestruz Master, de 1998, Fazendas Reunidas Boi Gordo, de 2004 e TelexFree de 2013.
Depois de ser deportado para a Itália, Ponzi emigrou novamente, desta vez para o Brasil, onde terminou seus dias na miséria.